# Stuart McDonald (Politiker)

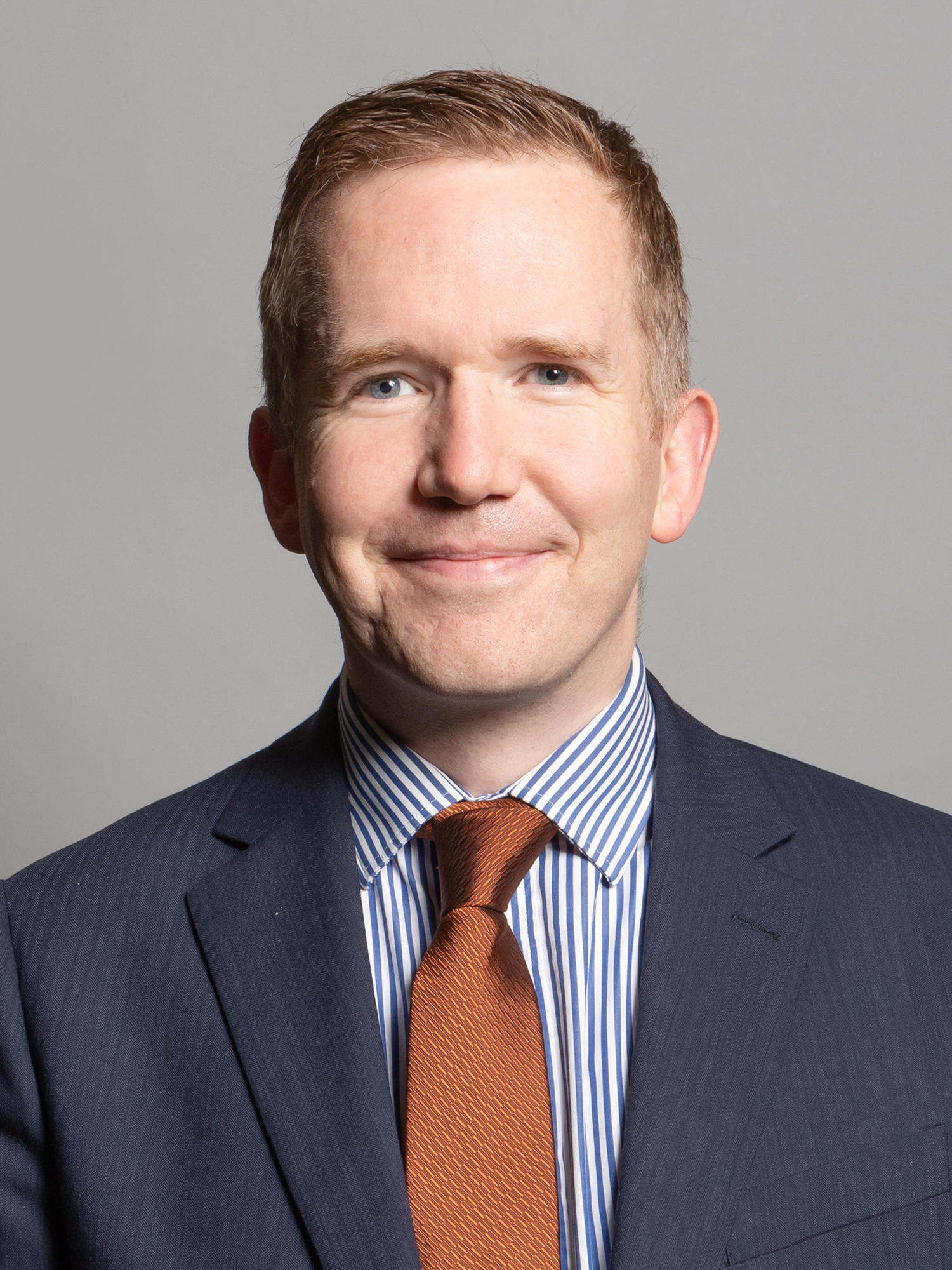
Stuart McDonald

Stuart Campbell McDonald (* 2. Mai 1978) ist ein schottischer Politiker der Scottish National Party (SNP).

## Leben
1978 geboren, wuchs McDonald in Milton of Campsie auf. An der Universität Edinburgh studierte er Jura und war anschließend als Solicitor tätig. Später arbeitete er für den NHS sowie für gemeinnützige Organisationen. McDonald ist Mitglied der Gewerkschaft Unite the Union.

## Politischer Werdegang
Im Alter von 16 Jahren trat McDonald in die SNP ein. Über ein Jahrzehnt war er in die regionalen Wahlkampfaktivitäten seiner Partei involviert und assistierte den Abgeordneten im schottischen Parlament Shirley-Anne Somerville und Jim Eadie. Im Vorfeld des Referendums zur schottischen Unabhängigkeit 2014 wechselte McDonald in die Leitungszentrale der Kampagne Yes Scotland, mit welcher für ein unabhängiges Schottland geworben wurde.
Bei den britischen Unterhauswahlen 2015 kandidierte McDonald für die SNP im Wahlkreis Cumbernauld, Kilsyth and Kirkintilloch East. Er trat dabei gegen den Labour-Abgeordneten Gregg McClymont an, welcher den Wahlkreis seit 2010 im britischen Unterhaus vertrat. Nach massiven Stimmgewinnen der SNP bei diesen Wahlen, erreichte McDonald den höchsten Stimmenanteil und zog in der Folge erstmals in das House of Commons ein. Er ist Mitglied des Innenausschusses und beschäftigt sich mit den Themengebieten Armut und Schaffung von Arbeitsplätzen. Des Weiteren setzt er sich gegen den Einsatz der Fracking-Technologie ein.
Trotz Stimmverlusten behauptete McDonald bei den vorgezogenen Unterhauswahlen 2017 sein Mandat.